# オキナワスゲ
オキナワスゲ Carex breviscapa はカヤツリグサ科スゲ属の植物の1つ。細長い小穂の束からなる花穂すべてが根出葉の基部に隠れている。

## 特徴
常緑性の多年生草本。匍匐枝は伸ばさず、まとまった株を作る。葉は細長く、葉幅は4-6mm、柔らかで薄質だが表面にはざらつきがある。基部の鞘は淡褐色で褐色の線条が入り、古くなったものは非常に細かく繊維状に裂ける。
花期は10-12月と、秋の終わりから冬で、花茎は高さが10-20cmしかなく、ほぼ葉の基部の隙間におさまっている。頂小穂は雄性、側小穂は雌性ないし雄雌性、つまり基本的には雌花がつくが、時に先端に多少の雄花がある。またそれらすべて細長い線形で、頂生の雄小穂は側生の雌小穂の間に埋もれ、また側小穂は時にその基部で分枝するので、全体としては葉の基部の内側に多数の小穂が束になっておさまったような形となる。そのために目立ちにくい面はあるが、後述のように果胞が熟すと白くなるのでそれなりに目を惹く。

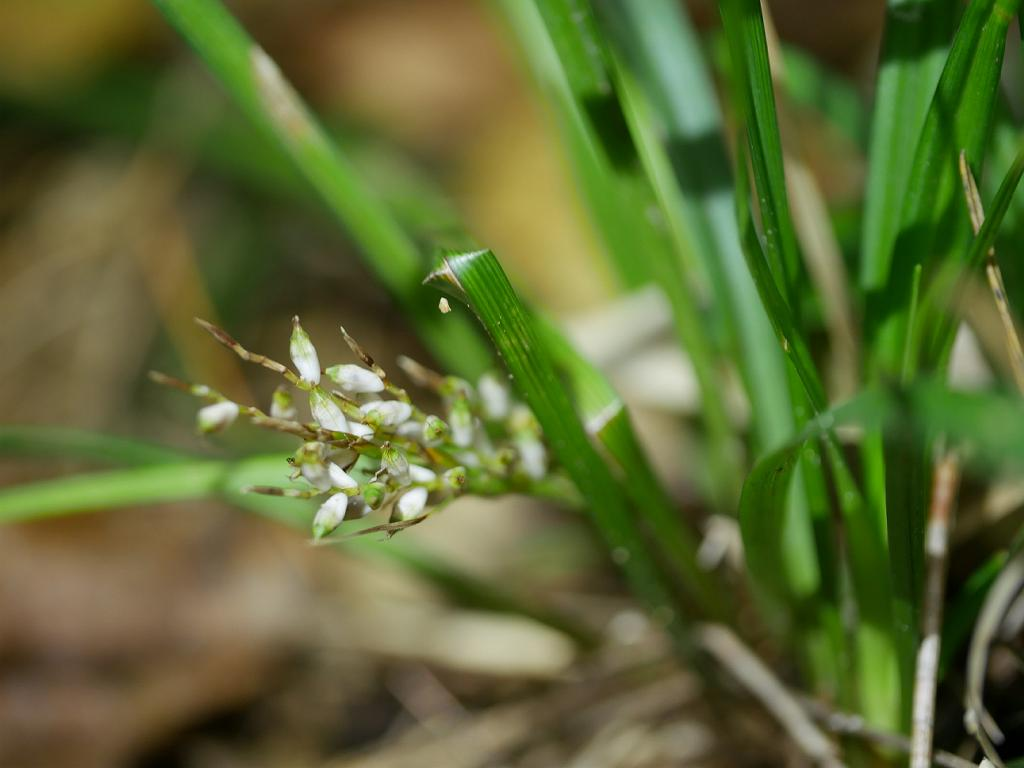
花穂（果胞が多少落ちている）

花序の苞は鞘があり、鞘の長さは1-2.5cm、葉身部は葉状に発達して長さ2cmから10cmにもなる。雄性の頂小穂は線形で長さ2-5cm、柄はない。雄花鱗片は淡褐色から褐色で先端は丸くなっている。側小穂は雌性ないし雄雌性で、やはり線形で長さ2-5cm、短い柄があり、下部のものは基部で枝分かれしている。雌花鱗片は半透明から淡褐色で先端は丸くなっている。果胞は雌花鱗片より少し長くて長さ3.5-4mm、全体には楕円形だが先端の方が少しくびれてひょうたん型に近くなっている。緑白色に熟し、表面は上部にのみ短い短毛がまばらにあり、先端は急に細まって短い嘴状に尖り、縁には刺毛があり、先端の口部は2つの歯状突起になる。また稜間に7-10の脈がある。痩果は密に果胞に包まれ手織り、中央部が盛り上がった菱形をしていて、長さ2.4-2.6mm、幅1.5-1.7mmで熟すと濃褐色になり、先端部は盆状にくぼんでいる。柱頭は3つに分かれる。
別名にホウランスゲがある。

## 分布と生育環境
日本では徳之島以南の南西諸島に見られ、国外では台湾から東南アジア、スリランカ、オーストラリア北部に渡る分布域を持つ。
山地の常緑広葉樹林の林下に生育する。

## 類似種など
勝山(2006)は本種をヌカスゲ節 Sect. Mitratae のもと、タイワンスゲ亜節 Subsect. Lageniformesとしている。本種は束状になった花穂が葉の基部に隠れるようにつく点が特徴的で、日本のスゲ属では花穂が少なくとも果実の成熟時には葉を抜け出るのが大部分であり、そんな中では独特である。メアオスゲ C. candolleana やアズマスゲ C. lasiolepis なども雌小穂が葉の根元に出来ることがあるが、それらでは先端に出来る雌小穂もある中のことである。ほとんどの花穂が葉の基部に出来るものとしてはホソバヒカゲスゲ C. humilis やマメスゲ C. pudica の例があるが、本種とはずいぶん異なるものである。
もっとも沖縄では同様の例は他にもある。特にトックリスゲ C. rhynvhachaenium はやはりヌカスゲ節タイワンスゲ亜節に属するものとされ、全体によく似ているが葉幅が1.5-3.5mm、花茎が高さ4-10cmと小柄な草で、やはり束になった花穂が葉の基部におさまる。この種は果胞はむしろ大きくて長さ5.5-6.5mmほどになる。この種は日本では沖縄本島のみから知られるが、国外では台湾、ベトナム、フィリピンまで分布がある。なお、初島(1975)にはこの種について書かれていない。この種は本種と混同されていた可能性があり、実際にこの種と思われるが本種と同定されていた標本も発見されている。上記のようにはっきりした違いはあるが、草丈こそ小さいがその根元に花穂が集まり、細長い小穂が束状につく点は共通しており、本種の貧弱なものと判断される例が多かったと思われる。ちなみにタイワンスゲ亜説に属する種は日本にもう少しあるが、それらは普通に花序が葉の間から抜き出るものである。
他にホウザンスゲ C. hoozanensis も花穂が根元に集まるが、この種は果胞が大きくて長さ7-8mmにもなり、ヒエスゲ節 Sect. Rhomboidales とされる。

## 保護の状況
環境省のレッドデータブックには取り上げられておらず、また県別の指定も特にされていない。これは少々奇妙で、沖縄県ではその分布域は広いとはいえ実際に分布する地域はかなり限られている。さらに鹿児島県では分布がごく南端部のみに限られており、指定があってよさそうなものである。理由は明らかでない。